# 740 (szám)
A 740 (római számmal: DCCXL) egy természetes szám.

## A szám a matematikában
A tízes számrendszerbeli 740-es a kettes számrendszerben 1011100100, a nyolcas számrendszerben 1344, a tizenhatos számrendszerben 2E4 alakban írható fel.
A 740 páros szám, összetett szám, nontóciens szám. Kanonikus alakban a 22 · 51 · 371 szorzattal, normálalakban a 7,4 · 102 szorzattal írható fel. Tizenkét osztója van a természetes számok halmazán, ezek növekvő sorrendben: 1, 2, 4, 5, 10, 20, 37, 74, 148, 185, 370 és 740.